# Вспышка (фильм, 1984)
«Вспышка» (англ. Flashpoint) — кинофильм 1984 года с участием Криса Кристофферсона и Трита Уильямса. Главные роли в фильме также исполнили Рип Торн, Жан Смарт, Кертвуд Смит и Тесс Харпер. Режиссёр фильма Уильям Таннен. Экранизация одноимённого романа Джорджа Лафонтена. Это был первый профессиональный игровой фильм, выпущенный Home Box Office (совместно с Silver Screen Partners). Музыкальная партитура была предоставлена Tangerine Dream.

## Сюжет
В начале фильма показывается краткий пролог в 1963 году, в отдаленной области пустыни показан разбившийся джип.
В 1984 году двоим агентам пограничного патруля, Логану и Уайату, их недобросовестный начальник, Брук, поручает начать установку датчиков обнаружения движения в своем секторе по запросу Федерального правительства, что, по мнению Уайата, приведет к тому, что многие из сотрудников пограничного патруля будут принудительно уволены, а остальные застрянут за экранами компьютеров весь день. Во время установки датчика они наталкиваются на засыпанный в пустыне джип с человеческим скелетом внутри, опознанным как Майкл Ф. Кёртис (англ. Michael F. Curtis) из Сан-Антонио, мощной винтовкой и 800 000 долларов наличными. Деньги и водительские права человека датированы 1963 годом. Логан хочет использовать деньги для выхода из крайне трудного положения на работе и финансирования сделок по нестабильным фьючерсам, в то время как Уайат неохотно соглашается на предложенное; они соглашаются выложить информацию по номерному знаку найденного джипа в отдел шерифа, а затем обсудить этот вопрос с шерифом Уэллсом. Логан и Уайат используют деньги в качестве источника трастов Логан и узнают, что банкноты являются подлинными, но несколько необычными, так как многие из них были направлены непосредственно из Федерального резерва в Далласе и все они датируются между 1962 и 1963 годами. Вскоре оба агента вынуждены бежать, спасая свои жизни от федеральных агентов, которые полны решимости убивать всех, кто связан с этим.
В конце становится ясно, что водителем джипа был убийца Джона Кеннеди (настоящий, а не Ли Харви Освальд) и что правительство США вместе с департаментом полиции Далласа стояло за убийством Джона Кеннеди.

## В ролях
- Крис Кристофферсон — Бобби Логан
- Трит Уильямс — Эрни Уайат
- Рип Торн — шериф Уэллс
- Кевин Конуэй — Брук
- Кертвуд Смит — Карсон
- Мигель Феррер — Роже
- Джин Смарт — Дорис
- Гай Бойд — Бобби Джо Ламбасино
- Марк Слейд — Хоуторн
- Робертс Блоссом — Амарилло
- Тесс Харпер — Эллен

## Прокат
Фильм вышел в прокат в Швеции 19 апреля 1985 года, в Австралии и Нидерландах — 6 июня 1985 года, в СССР — 11 августа 1986 года, в Португалии  — 12 ноября 1987 года.

## Выпуск на DVD
14 сентября 2004 года (HBO Home Video).